# شاهین حاجی‌بابایی

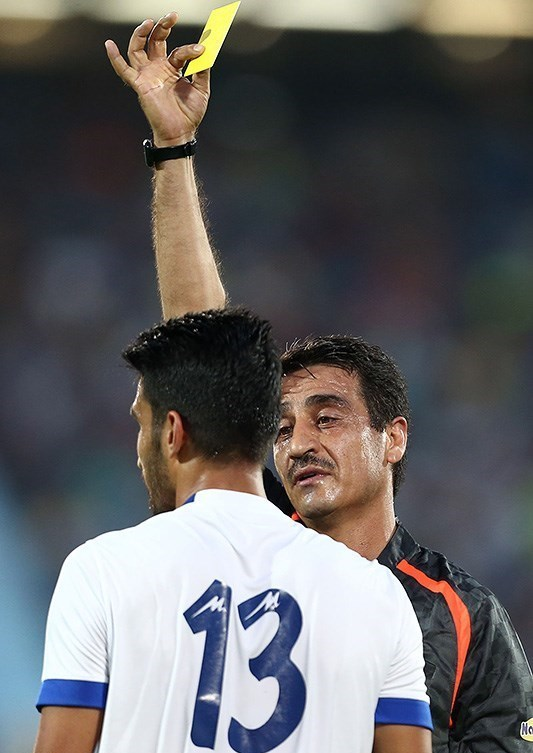
حاج‌بابایی در حال نشان دادن کارت زرد به حسین ماهینی

شاهین حاجی‌بابایی (زاده ۱۵ شهریور ۱۳۵۱ - بناب) داور فوتبال اهل ایران است.
وی در سال ۱۳۷۸ داوری شروع کرده و از سال ۱۳۸۲ در لیگ برتر فوتبال ایران قضاوت می‌کرد.